# Ferrovia ad alta velocità Madrid-Toledo
La ferrovia ad alta velocità Madrid–Toledo è una linea ferroviaria spagnola che connette le città di Madrid e Toledo. Spesso questa linea viene chiamata più correttamente ferrovia ad alta velocità La Sagra–Toledo perché in realtà il tracciato si appoggia per i primi 53,7 km con la linea Madrid–Siviglia, costruita nel 1992 di cui costituisce una diramazione lunga 20,8 km fino a Toledo.

## Caratteristiche tecniche
Come detto il tracciato è per oltre 50 km il medesimo utilizzato dalla linea veloce Madrid–Siviglia, in corrispondenza di La Sagra è stata costruita una biforcazione che consente di immettersi sul nuovo tracciato lungo circa 20 km. Il tracciato è caratterizzato da scartamento standard a 1.435 mm e può essere percorso ad una velocità massima di 270 km/h. L'intera linea è a doppio binario ed è elettrificata.

## Servizi
I treni non effettuano fermate intermedie e il tempo di percorrenza totale dalla Stazione di Madrid Puerta de Atocha alla Stazione di Toledo è di 30 minuti.